# Eksport
Eksport er udførsel og salg af varer og tjenesteydelser fra et land til et andet. Det er det modsatte af import. Hvis Danmark sælger fjernsyn til Tyskland, vil man tale om at Danmark eksporterer fjernsyn til Tyskland. 
På verdensplan er den mest eksporterede vare olie – bestående af både råolie (62 %) og raffineret olie (38 %). I 2012 udgjorde værdien af denne eksport ca. 2,6 billiarder USD, svarende til ca. 9,3 % af den samlede eksport.
Den største eksportør af råolie var Saudi Arabien med ca. 5,6 % af værdien, mens Rusland stod for ca. 9,7 % af den raffinerede olies værdi.